# 阮文雪
阮文雪（越南语：／，？—1802年）是越南西山朝的一名將領。他官拜都督，故而被稱作都督雪（越南语：／）。他同陳光耀、武文勇、武廷秀、黎文興、李文寶、阮文祿，並稱「西山七虎將」。
阮文雪早年生涯不詳，一說他是歸仁府綏遠縣（今屬平定省西山縣）人；一說他是順化承宣登昌縣（今屬廣治省肇豐縣）人，原名阮明敏。
相傳他是一個強壯、武藝高強且富有冒險心的人。得知阮岳三兄弟發動西山起義後，他前去投奔，獲得接納。1773年，西山王阮岳奪取綏遠縣城，派他與玄溪前去鎮守。1788年，武文任被殺後，阮惠留吳文楚守昇龍（今河內），以武文勇、潘文璘、阮文雪、吳時任輔佐，阮惠則率軍回到富春（今順化）。後來清朝派遣孫士毅出兵安南，希望恢復後黎朝統治。大司馬吳文楚派他去富春向阮惠告急。阮惠率軍北上救援。阮文雪率左軍水師為第二隊，越過海港進入祿頭河，負責進攻海陽，為東道之接應。
此後，阮文雪在史書中失去了一段時期的記載，直到1802年阮王阮福映攻打北城時才出現。阮文雪與妻子陳氏蘭護送景盛帝阮光纘到珥河（紅河），逃入北方的山間。舊阮將領黎質率軍追擊。阮文雪讓妻子保護阮光纘先逃走，自己則留下抵抗，中槍陣亡。陳氏蘭繼續抵抗，其部被俘甚眾，最後與皇太后裴氏雁一起自殺身亡。